# Georges Griffiths
Georges Griffiths (Treichville, 24 de febrero de 1990-Abiyán, 5 de octubre de 2017) fue un futbolista marfileño que jugaba en la demarcación de delantero.

## Biografía
Empezó a formarse como futbolista en las filas inferiores del Sirocco FC, hasta que en 2008 fue traspasado al ASI Abengourou. Estuvo en el club marfileño durante tres temporadas, llegando a anotar la mitad de los goles de su equipo en la temporada 2010/11. Al acabar la temporada volvió por un año al Sirocco FC. En 2012 viajó a Europa para firmar un contrato con el AC Sparta Praga II, jugando en la Druhá liga hasta en cuatro ocasiones. En 2013 fichó por el Lombard-Pápa TFC húngaro, consiguiendo en su primer año una decimocuarta posición en liga, y en su segunda un duodécimo lugar en la tabla. En 2014 fue traspasado al Diósgyőr VTK, donde permaneció tres temporadas hasta que quedó libre al finalizar el curso 2016/17.
El 5 de octubre de 2017, Griffiths fue asesinado a tiros tras el robo de su coche.

## Clubes
| Club                        | País            | Año       | Partidos | Goles |
| --------------------------- | --------------- | --------- | -------- | ----- |
| ASI Abengourou              | Costa de Marfil | 2008-2011 |          | 4     |
| Sirocco FC                  | Costa de Marfil | 2011-2012 |          |       |
| AC Sparta Praga II (cedido) | República Checa | 2012-2013 | 4        | 0     |
| Lombard-Pápa TFC            | Hungría         | 2013-2014 | 46       | 14    |
| Diósgyőr VTK                | Hungría         | 2014-2017 | 43       | 13    |